# Corribianco
Die Corribianco ist ein Straßenlauf, der seit 2002 in der italienischen Stadt Bianco ausgetragen wird. Organisator ist die Atl.Azzurra Club Bianchese.
Von 2002 bis 2005 bestand der Kurs sowohl für Männer als auch für Frauen aus sechs Runden von 1,6 km und war insgesamt 9,6 km lang. 2006 wurden die Runden auf 2 km verlängert, die Männer liefen von nun ab 10 km und die Frauen 6 km. 2007 wurde ein neuer Kurs mit den gleichen Rundenlängen eingeführt. Start und Ziel befanden sich auf der Südseite der Uferpromenade (Lungomare).
Die Einnahmen wurden der Associazione Italiana contro le leucemie-linfomi e mieloma (AIL) gespendet.
Bei einer Pressekonferenz am 28. Juli 2013 zur Vorstellung der Corribianco 2013 wurde in Aussicht gestellt, im folgenden Jahr das Rennen mit einer italienischen Meisterschaft zu kombinieren. Am 14. September 2014 fand in Bianco jedoch nur die italienische Meisterschaft im Straßenlauf über 10 km für Masters (über 35 Jahre alte Athleten) statt.

## Siegerliste
Quelle: Website des Veranstalters, ARRS, FIDAL Calabria

### Seit 2006
| Datum         | Männer                   | Nation    | Zeit  | Frauen                 | Nation    | Zeit  |
| ------------- | ------------------------ | --------- | ----- | ---------------------- | --------- | ----- |
| 9. Aug. 2015  | Timothy Kipchirchir      | Kenia     |       | Mariyem Lamachi        | Marokko   |       |
| 14. Sep. 2014 |                          |           |       |                        |           |       |
| 28. Juli 2013 | Emmanuel Kiprono Kipsang | Kenia     | 28:06 | Mercy Jerotich Kibarus | Kenia     | 21:28 |
| 4. Aug. 2012  | Imane Merga              | Äthiopien | 28:13 | Asmerawork Bekele      | Äthiopien | 21:41 |
| 6. Aug. 2011  | Ezekiel Kemboi -2-       | Kenia     | 28:45 | Nadia Ejjafini         | Italien   | 20:59 |
| 7. Aug. 2010  | Ezekiel Kemboi           | Kenia     | 28:32 | Anikó Kálovics         | Ungarn    | 21:10 |
| 8. Aug. 2009  | Wassyl Matwijtschuk      | Ukraine   | 29:09 | Fatna Maraoui          | Italien   | 21:48 |
| 27. Juli 2008 | Daniele Meucci           | Italien   | 28:52 | Souad Aït Salem -3-    | Algerien  | 21:19 |
| 5. Aug. 2007  | Isaac Kiprotich Tanui    | Kenia     | 28:48 | Souad Aït Salem -2-    | Algerien  | 19:38 |
| 30. Juli 2006 | Jaouad Gharib            | Marokko   | 29:40 | Souad Aït Salem        | Algerien  | 19:07 |

### 2002–2005
| Datum         | Männer                | Nation  | Zeit  | Frauen                   | Nation  | Zeit  |
| ------------- | --------------------- | ------- | ----- | ------------------------ | ------- | ----- |
| 7. Aug. 2005  | Alberico Di Cecco     | Italien | 29:07 | Anesie Kwizera           | Burundi | 32:32 |
| 8. Aug. 2004  | Simon Kiilu           | Kenia   | 28:48 | Caroline Cheptanui Kilel | Kenia   | 32:45 |
| 27. Juli 2003 | Wilson Kenei Kiprono  | Kenia   | 28:44 | Hafida Izem              | Marokko | 33:24 |
| 14. Juli 2002 | Abdelaziz El Makhrout | Marokko | 29:32 | Ginevra Benedetti        | Italien | 34:20 |